# Kalki Koechlin
Kalki Koechlin (Puducherry, Índia, 10 de gener de 1984) és una actriu i escriptora francesa, qui viu i treballa a l'Índia. Reconeguda pel seu treball en l'ambient cinematogràfic de Bollywood, l'actriu ha guanyat diversos guardons com el Premi Nacional de Cinema, el Premi Filmfare i el Screen Award. Se li va conferir a més l'Orde de les Arts i les Lletres pel Ministeri de Cultura de França per les seves contribucions a la indústria cinematogràfica.

## Biografia

### Primers anys
Nascuda de pares francesos a Pondicherry, l'Índia, Koechlin va començar a actuar en teatre des de la seva infantesa. És descendent de Maurice Koechlin, enginyer estructural francès que va tenir un paper destacat en la construcció de la Torre Eiffel. Els seus pares són devots del filòsof indi Sri Aurobindo, per la qual cosa Kalki va passar gran part de la seva infantesa en la població d'Auroville. La família més tard es va assentar a Kallatty, poble pròxim de Tamil Nadu, on el pare de Koechlin va establir un negoci de disseny d'ales delta i avions ultralleugers.

### Carrera

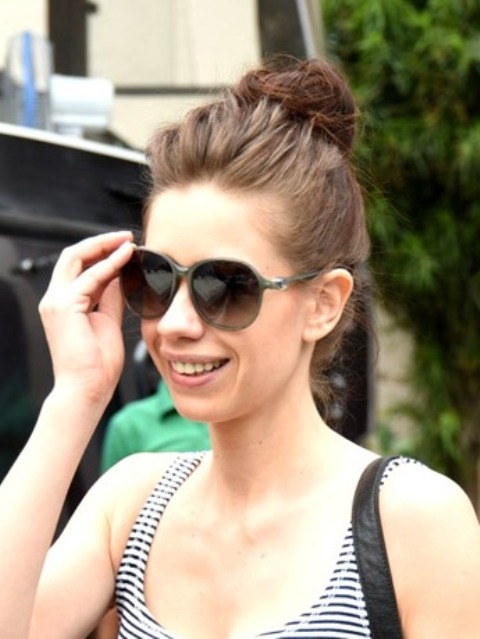
Koechlin el 2013.

Entusiasmada per iniciar una carrera com a actriu, als 18 anys va viatjar a Anglaterra per a estudiar arts dramàtiques a la Universitat de Londres, treballant simultàniament amb una companyia de teatre local. Després de tornar a l'Índia, va fer el seu debut en la pantalla gran interpretant el personatge de Chandramukhi en la pel·lícula dramàtica Dev.D el 2009. Per aquesta actuació va guanyar el Premi Filmfare en la categoria de millor actriu de repartiment. Tot seguit va protagonitzar dues reeixides pel·lícules: Zindagi Na Milegi Dobara (2011) i Yeh Jawaani Hai Deewani (2013), aconseguint nominacions als premis Filmfare per millor actriu de repartiment en totes dues oportunitats. Koechlin va iniciar la seva carrera com a guionista el 2011 amb la pel·lícula de suspens That Girl in Yellow Boots, en la qual també va interpretar el paper protagonista.
Koechlin va consolidar la seva fama al país asiàtic amb la seva participació en el drama polític Shangai (2012) i la cinta de suspens sobrenatural Ek Thi Daayan (2013). Mentre participava en cintes reeixides en taquilla també se li va poder veure en produccions del cinema independent com la comèdia Waiting (2015) i el film de suspens A Death in the Gunj (2016). Va guanyar el premi especial del jurat en la gala dels National Film Awards per interpretar a una jove amb paràlisi cerebral en el drama Margarita with a Straw (2014).
A part del cinema, Koechlin ha escrit, produït i actuat en diverses obres teatrals. Va escriure el drama Skeleton Woman (2009), pel qual va guanyar un Premi MetroPlus Playwright i va debutar com a directora teatral amb l'obra Living Room (2015). Va presentar un programa de viatges titulat Kalki's Great Escape, que es va estrenar a Fox Life al setembre de 2016.

### Actualitat
El 2017 va protagonitzar les pel·lícules Mantra i Jia Aur Jia. Va interpretar a una immigrant francesa en el curtmetratge de Siddharth Sinha The Job. Produït per Kushal Shrivastava, el film va ser destinat per ser una crítica del sector corporatiu i del tractament dels empleats. La seva actuació va atreure elogis dels crítics, que van atribuir l'atractiu de la pel·lícula a la seva persuasiva interpretació.

### Vida personal

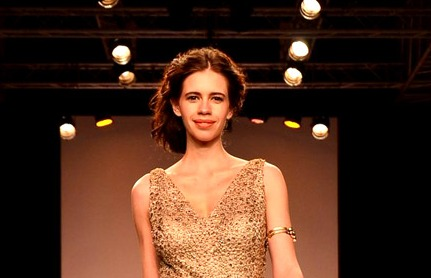
Koechlin a la Lakme Fashion Week 2014.

Koechlin es va casar amb el productor de pel·lícules Anurag Kashyap a l'abril de 2011, a la seva casa materna d'Ooty. Es van conèixer quan ella gravava la seva pel·lícula de debut Dev.D. El 13 de novembre de 2013 Koechlin i Kashyap anunciaren la seva separació. El 19 de maig de 2015, es divorciaren oficialment a un jutjat de Mumbai. Durant el període entre la seva separació i el seu divorci la parella va cercar assessorament matrimonial.
El 30 de setembre de 2019, Koechlin va confirmar el seu embaràs amb el seu xicot, Guy Hershberg, un músic israelià.

## Filmografia

### Cinema
| Any  | Títol                                       | Paper                   | Notes        |
| ---- | ------------------------------------------- | ----------------------- | ------------ |
| 2007 | Laaga Chunari Mein Daag                     |                         | Cameo        |
| 2009 | Dev.D                                       | Chandramukhi            |              |
| 2010 | The Film Emotional Atyachar                 | Sophie                  |              |
| 2010 | That Girl in Yellow Boots                   | Ruth Edscer             |              |
| 2011 | Shaitan                                     | Amrita "Amy" Jayshankar |              |
| 2011 | Zindagi Na Milegi Dobara                    | Natasha                 |              |
| 2011 | My Friend Pinto                             | Maggie                  |              |
| 2011 | Trishna                                     | Ella mateixa            | Cameo        |
| 2012 | Shanghai                                    | Shalini Sahay           |              |
| 2013 | Ek Thi Daayan                               | Lisa Dutt               |              |
| 2013 | Yeh Jawaani Hai Deewani                     | Aditi Mehra             |              |
| 2014 | Happy Ending                                | Vishakha                |              |
| 2015 | Margarita with a Straw                      | Laila                   |              |
| 2015 | Waiting                                     | Tara Deshpande          |              |
| 2015 | Un plus une                                 | Ella mateixa            | Cameo        |
| 2015 | Kaash                                       | Elsbeth                 | Cameo        |
| 2016 | Freedom Matters                             | Ella mateixa            | Documental   |
| 2016 | Living Shakespeare                          | Ella mateixa            | Documental   |
| 2016 | A Death in the Gunj                         | Mimi                    |              |
| 2016 | Mantra                                      | Piya Kapoor             |              |
| 2017 | Naked                                       | Sandy                   | Curtmetratge |
| 2017 | Jia Aur Jia                                 | Jia                     |              |
| 2017 | Ribbon                                      | Sahana Mehra            |              |
| 2017 | The Thought of You                          |                         | Curtmetratge |
| 2017 | Azmaish: A Journey Through the Subcontinent | Ella mateixa            | Documental   |
| 2018 | The Job                                     |                         | Curtmetratge |

### Televisió
| Any  | Títol                | Paper        | Notes      |
| ---- | -------------------- | ------------ | ---------- |
| 2015 | Man's World          |              | Cameo      |
| 2016 | Kalki's Great Escape | Presentadora | 8 episodis |
| 2016 | Shockers             |              |            |
| 2018 | Smoke                |              |            |